# Adonisea inclara
Adonisea inclara là một loài bướm đêm trong họ Noctuidae.